# Saint-Rémy-de-Blot
Pour les articles homonymes, voir Saint-Rémy et Blot.
Saint-Rémy-de-Blot est une commune française située dans le département du Puy-de-Dôme, en région Auvergne-Rhône-Alpes.

## Géographie

### Localisation
Saint-Rémy-de-Blot est située au nord du département du Puy-de-Dôme.
Six communes sont limitrophes :
| Menat           |                        | Pouzol        |
|                 | Saint-Rémy-de-Blot     |               |
| Ayat-sur-Sioule | Blot-l'Église Lisseuil | Saint-Pardoux |

### Climat
Pour des articles plus généraux, voir Climat d'Auvergne-Rhône-Alpes et Climat du Puy-de-Dôme.
En 2010, le climat de la commune est de type climat océanique dégradé des plaines du Centre et du Nord, selon une étude du Centre national de la recherche scientifique s'appuyant sur une série de données couvrant la période 1971-2000. En 2020, Météo-France publie une typologie des climats de la France métropolitaine dans laquelle la commune est exposée à un climat de montagne ou de marges de montagne et est dans la région climatique  Ouest et nord-ouest du Massif Central, caractérisée par une pluviométrie annuelle de 900 à 1 500 mm, maximale en automne et en hiver. 
Pour la période 1971-2000, la température annuelle moyenne est de 9,9 °C, avec une amplitude thermique annuelle de 15,4 °C. Le cumul annuel moyen de précipitations est de 812 mm, avec 10,8 jours de précipitations en janvier et 7,4 jours en juillet. Pour la période 1991-2020, la température moyenne annuelle observée sur la station météorologique de Météo-France la plus proche, « Saint-Gervais-d'Auvergne », sur la commune de Saint-Gervais-d'Auvergne à 10 km à vol d'oiseau, est de 9,8 °C et le cumul annuel moyen de précipitations est de 825,6 mm,. Pour l'avenir, les paramètres climatiques de la commune estimés pour 2050 selon différents scénarios d'émission de gaz à effet de serre sont consultables sur un site dédié publié par Météo-France en novembre 2022.

## Urbanisme

### Typologie
Au 1er janvier 2024, Saint-Rémy-de-Blot est catégorisée commune rurale à habitat très dispersé, selon la nouvelle grille communale de densité à sept niveaux définie par l'Insee en 2022.
Elle est située hors unité urbaine. Par ailleurs la commune fait partie de l'aire d'attraction de Clermont-Ferrand, dont elle est une commune de la couronne,. Cette aire, qui regroupe 209 communes, est catégorisée dans les aires de 200 000 à moins de 700 000 habitants,.

### Occupation des sols
L'occupation des sols de la commune, telle qu'elle ressort de la base de données européenne d’occupation biophysique des sols Corine Land Cover (CLC), est marquée par l'importance des territoires agricoles (53,6 % en 2018), une proportion sensiblement équivalente à celle de 1990 (54,1 %). La répartition détaillée en 2018 est la suivante : forêts (45,8 %), prairies (37,2 %), zones agricoles hétérogènes (16,4 %), zones urbanisées (0,6 %). L'évolution de l’occupation des sols de la commune et de ses infrastructures peut être observée sur les différentes représentations cartographiques du territoire : la carte de Cassini (XVIIIe siècle), la carte d'état-major (1820-1866) et les cartes ou photos aériennes de l'IGN pour la période actuelle (1950 à aujourd'hui).

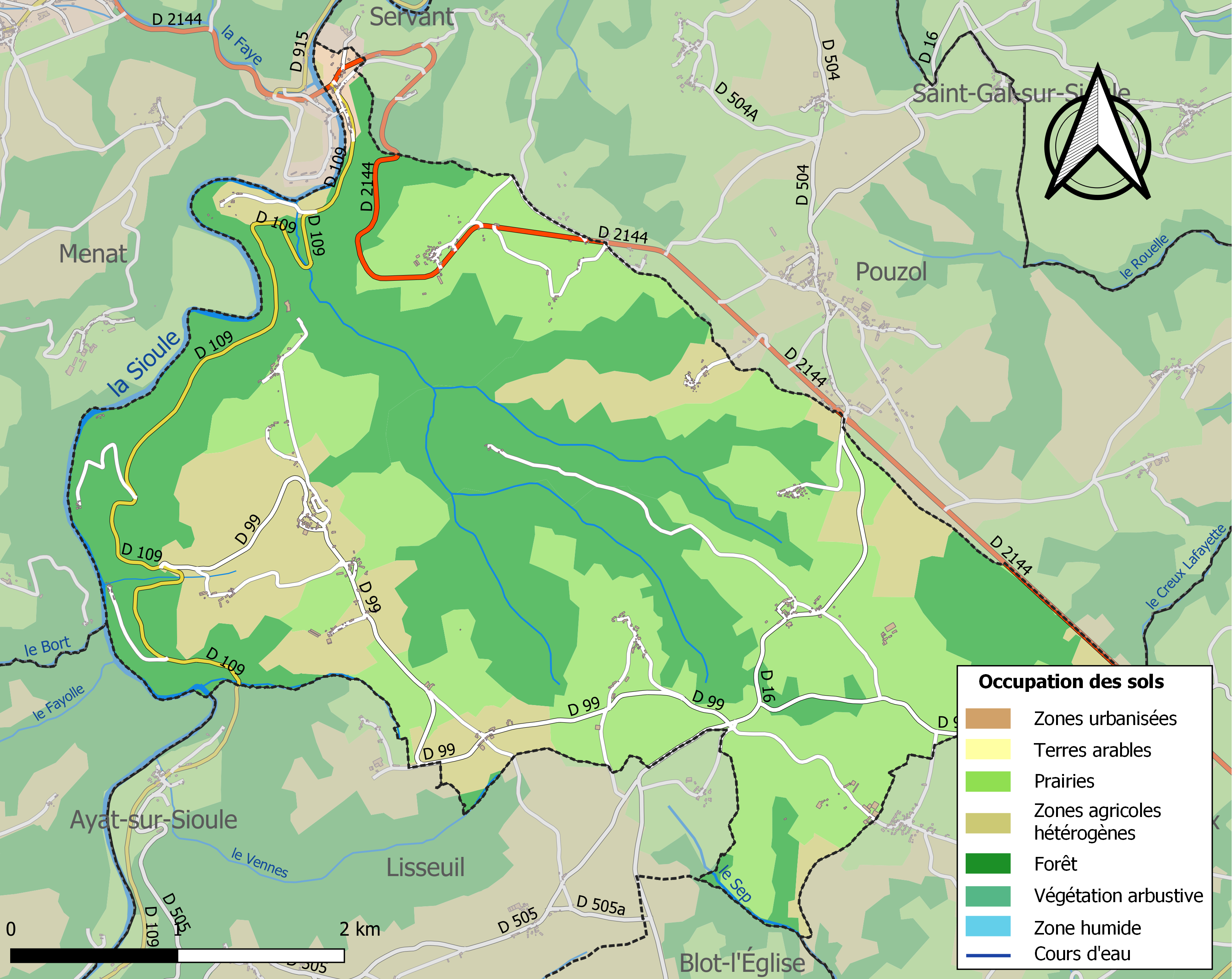
Carte des infrastructures et de l'occupation des sols de la commune en 2018 (CLC).

### Voies de communication et transports
La commune est traversée par les routes départementales 16 (vers Pouzol), 99 (vers Saint-Pardoux), 109 (vers Menat au nord-ouest, Lisseuil et Châteauneuf-les-Bains au sud) et 2144 (ancienne route nationale 144, axe Clermont-Ferrand – Montluçon).

## Histoire

### L'église

Carte de la Généralité de Moulins du XVIe siècle au XVIIIe siècle.

L'église paroissiale, appelée « Saint-Rémy » sous l'Ancien Régime, était une dépendance de l'abbaye de Mozac. Il s'agissait d'un « prieuré simple », c'est-à-dire un ancien prieuré (une petite communauté religieuse) qui par la suite n'a été occupé que par un curé à la nomination du père-abbé. La cure a également dépendu de la nomination de l'abbé de Menat. Il n'y a plus aucune trace des bâtiments du prieuré. L'église a été reconstruite en style néoroman entre 1869 et 1871.

### Période moderne
Sous l'Ancien Régime, l'actuelle commune de Saint-Rémy-de-Blot faisait partie de la Généralité de Moulins et de son élection de Gannat.
Au cours de la période révolutionnaire de la Convention nationale (1792-1795), la commune a porté le nom de Blot-le-Rocher.

## Politique et administration

### Découpage territorial
La commune de Saint-Rémy-de-Blot est membre de la communauté de communes Combrailles Sioule et Morge, un établissement public de coopération intercommunale (EPCI) à fiscalité propre créé le 1er janvier 2017 dont le siège est à Manzat. Ce dernier est par ailleurs membre d'autres groupements intercommunaux. Jusqu'en 2016, elle était membre de la communauté de communes du Pays de Menat.
Sur le plan administratif, elle est rattachée à l'arrondissement de Riom depuis 1801, à la circonscription administrative de l'État du Puy-de-Dôme et à la région Auvergne-Rhône-Alpes. Elle faisait partie, jusqu'en mars 2015, du canton de Menat.
Sur le plan électoral, elle dépend du canton de Saint-Georges-de-Mons pour l'élection des conseillers départementaux, depuis le redécoupage cantonal de 2014 entré en vigueur en 2015, et de la deuxième circonscription du Puy-de-Dôme pour les élections législatives, depuis le dernier découpage électoral de 2010 (sixième circonscription avant 2010).

### Élections municipales et communautaires

#### Élections de 2020
Le conseil municipal de Saint-Rémy-de-Blot, commune de moins de 1 000 habitants, est élu au scrutin majoritaire plurinominal à deux tours avec candidatures isolées ou groupées et possibilité de panachage. Compte tenu de la population communale, le nombre de sièges à pourvoir lors des élections municipales de 2020 est de 11. La totalité des onze candidats en lice est élue dès le premier tour, le 15 mars 2020, avec un taux de participation de 57,37 %.

#### Chronologie des maires
| Période                                  | Période                         | Identité         | Étiquette | Qualité                                            |
| ---------------------------------------- | ------------------------------- | ---------------- | --------- | -------------------------------------------------- |
| Les données manquantes sont à compléter. |                                 |                  |           |                                                    |
| mars 1983                                | mars 2008                       | Paul Philippe    | PCF       |                                                    |
| mars 2008                                | En cours (au 26 septembre 2021) | François Roguet, | PS        | Professeur d'arts appliqués et architecte-designer |

## Population et société

### Démographie
L'évolution du nombre d'habitants est connue à travers les recensements de la population effectués dans la commune depuis 1793. Pour les communes de moins de 10 000 habitants, une enquête de recensement portant sur toute la population est réalisée tous les cinq ans, les populations de référence des années intermédiaires étant quant à elles estimées par interpolation ou extrapolation. Pour la commune, le premier recensement exhaustif entrant dans le cadre du nouveau dispositif a été réalisé en 2005.

En 2022, la commune comptait 247 habitants, en évolution de +7,39 % par rapport à 2016 (Puy-de-Dôme : +2,1 %, France hors Mayotte : +2,11 %).
| 1793  | 1800 | 1806  | 1821  | 1831  | 1836  | 1841  | 1846  | 1851  |
| ----- | ---- | ----- | ----- | ----- | ----- | ----- | ----- | ----- |
| 1 065 | 928  | 1 030 | 1 081 | 1 135 | 1 214 | 1 240 | 1 206 | 1 199 |

| 1856  | 1861  | 1866 | 1872 | 1876 | 1881 | 1886 | 1891 | 1896 |
| ----- | ----- | ---- | ---- | ---- | ---- | ---- | ---- | ---- |
| 1 132 | 1 080 | 944  | 849  | 871  | 860  | 793  | 777  | 746  |

| 1901 | 1906 | 1911 | 1921 | 1926 | 1931 | 1936 | 1946 | 1954 |
| ---- | ---- | ---- | ---- | ---- | ---- | ---- | ---- | ---- |
| 770  | 732  | 700  | 573  | 520  | 491  | 464  | 401  | 370  |

| 1962 | 1968 | 1975 | 1982 | 1990 | 1999 | 2005 | 2006 | 2010 |
| ---- | ---- | ---- | ---- | ---- | ---- | ---- | ---- | ---- |
| 325  | 319  | 265  | 226  | 191  | 198  | 211  | 209  | 224  |

| 2015 | 2020 | 2022 | - | - | - | - | - | - |
| ---- | ---- | ---- | - | - | - | - | - | - |
| 232  | 242  | 247  | - | - | - | - | - | - |

## Culture locale et patrimoine

### Lieux et monuments

#### Château-Rocher
Le Château-Rocher (appelé à l'origine « Blot-le-Château ») est situé sur une falaise de 150 mètres qui surplombe la Sioule. Son objectif était la surveillance de la vallée de la Sioule et du pont de Menat, lieu de passage entre l'Auvergne et le Bourbonnais. La forteresse a été construite à la fin du XIe siècle à l'initiative d'Archambaud le Fort, seigneur de Bourbon. L'édification et l'agrandissement du château se sont poursuivis jusqu'au XVe siècle, mais il semble avoir perdu de son importance stratégique à partir du XVIe siècle. Il aurait été abandonné au cours du XVIIIe siècle. Aujourd'hui, le château est en ruines, mais depuis 1964, l'Association Château-Rocher a entrepris des travaux de consolidation. L'accès au site est gratuit une partie de l'année. En juillet et août, l'Association Château-Rocher propose des visites guidées.

#### Le pont de Menat
Il s'agit d'un pont médiéval en dos d'âne dont l'origine est incertaine. Il est situé sur la rivière de la Sioule, pour moitié sur les communes de Saint-Rémy-de-Blot et de Menat.
Il aurait été implanté sur l'ancienne voie romaine d'Augustonemetum à Aquae Nerii. Bâti au XIIe siècle, il était au Moyen Âge, le seul passage entre Ébreuil et Châteauneuf-les-Bains sur la Sioule. Cette rivière était alors une voie de pénétration entre l'Auvergne (historique) et le Bourbonnais.
La première mention connue de ce pont est à l'occasion d'un procès entre abbé de Menat et le seigneur de Château-Rocher en 1344. Le pont est mentionné comme existant depuis plus de 75 ans.
La travée de la rive gauche a été emportée par une crue au XVIIIe siècle et ne fut reconstruite qu'au début du XXe siècle. Grâce à des travaux de consolidations, le pont a été utilisé comme unique moyen de franchissement de la Sioule au niveau de Menat, jusqu'en 1839, date de la construction du nouveau pont.
À l'origine, il devait vraisemblablement existé un pont flottant gallo-romain, c'est-à-dire un système de barques en bois mobiles, attachées les unes aux autres.

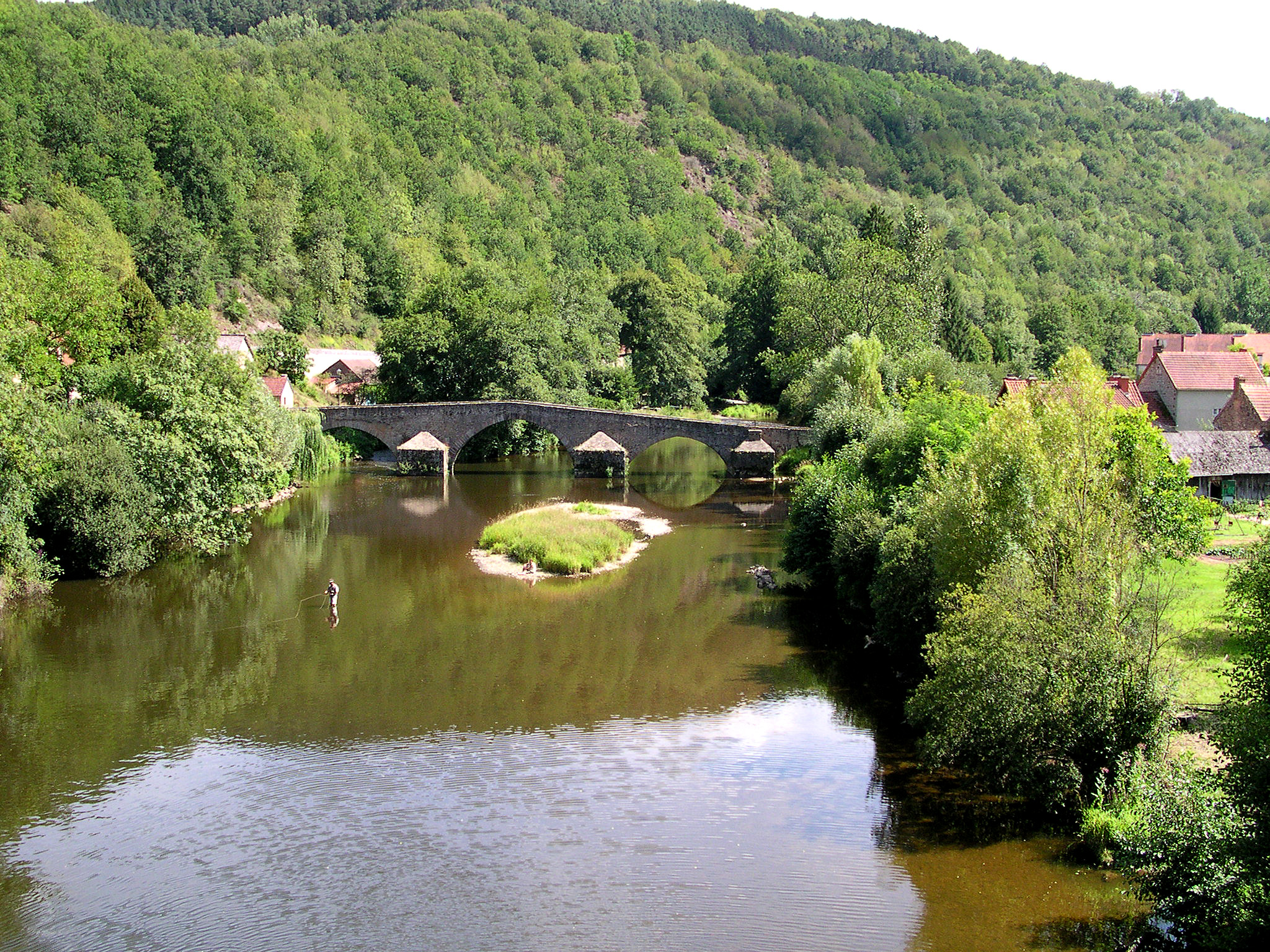
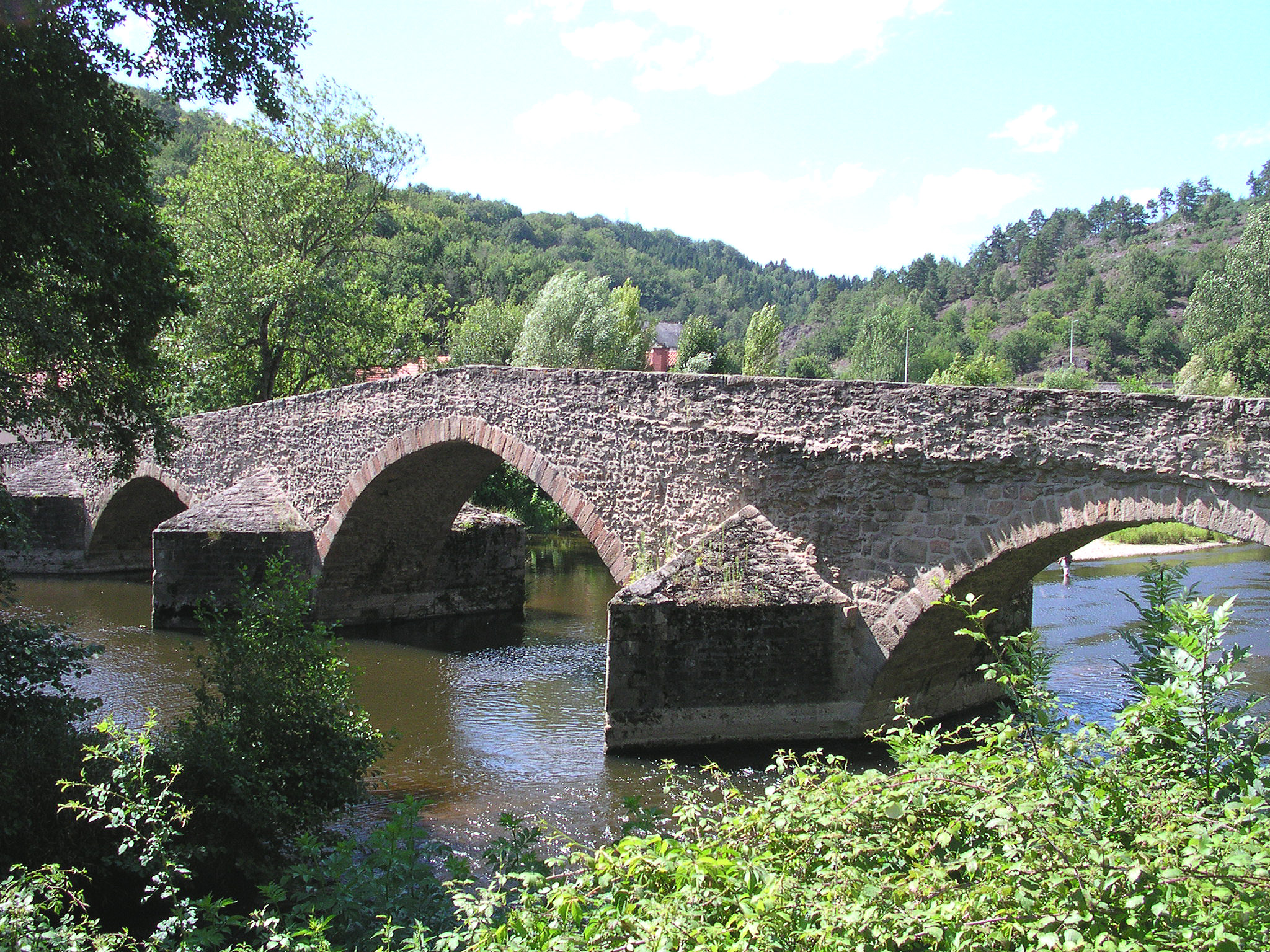

#### Le Camping Moto Route 99
Saint Rémy-de-Blot, dans l’esprit de la population locale qui a vu naître « Moto Touché » (Moto « Sympa » en néerlandais, rebaptisé rapidement « Route 99 » situé sur la RD99) en 1993, comme dans celui des communautés des grands voyageurs à moto Européens est souvent associée au Camping Moto. Il s'agit d'un centre d'hébergement privé uniquement réservé aux Motards. Le lieu y est aussi réputé pour sa scène Rock. Il a pris son essor notamment lors des très grands rassemblements de Cunlhat et plus tard Courpière dans les années 1990-2000 et organisés par les Hells Angels du Chapitre de Clermont-Ferrand.
Lieu emblématique du « monde de la moto » en Europe du Nord comme en France, ce lieu est né à l'initiative de Wim Shouten, un motard néerlandais ayant réalisé la nécessité de créer un lieu d'étape pour les motards traversant la France pour se rendre vers le sud (en France ou dans d'autres pays).
Maintes fois repris par différents propriétaires, il est aujourd'hui un lieu phare de villégiature et de découverte de l'Auvergne et l'un des « passages obligés » pour les motards de passage dans la région.